# Cyclochlamys bacachorda
Cyclochlamys bacachorda is een tweekleppigensoort uit de familie van de Cyclochlamydidae. De wetenschappelijke naam van de soort is voor het eerst geldig gepubliceerd in 2015 door Dijkstra & Maestrati.